# Heinz Föppel
Heinz Föppel (* 9. Juli 1915 in Zeitz; † 15. November 1983 in Schkeuditz) war ein deutscher Fotograf und Hochschullehrer.

## Leben
Nach dem Abitur 1934 begann Föppel ein Studium der Mathematik und Physik in Leipzig. Von 1939 bis 1945 nahm er als Soldat der Wehrmacht am Zweiten Weltkrieg teil. Nach der Entlassung aus der Kriegsgefangenschaft absolvierte er von 1945 bis 1946 eine Fotografenlehre im Betrieb seines Vaters und legte 1952 die Meisterprüfung ab. Seitdem arbeitete er für Kalender, Zeitschriften und Bücher. 1952–1953 erfolgte seine Arbeit an dem Buch Meine Bilder vom Darß; 1953 erhielt er den Titel Kunstschaffender des Handwerks; 1954–1955 folgte die Arbeit an einem Buch über die Fischerei.
Bis 1962 war Föppel freischaffender Fotograf in Zeitz, Fachpublizist und Bildredakteur. 1961 erhielt er einen Lehrauftrag für Fotografie (Porträt, Landschaft) an der Hochschule für Grafik und Buchkunst Leipzig (HGBK) und legte er extern das Diplom als Fotografiker ab. 1962–1980 war er Dozent und Leiter der Abteilung Fotografie an der HGBK, von 1968 bis zur Emeritierung 1980 Professor. Zu seinen Schülerinnen und Schülern gehörten u. a. Klaus Fischer, Konstanze Göbel, Harald Kirschner, Hans-Jochen Knobloch, Manfred Paul und Norbert Vogel.

## Ausstellungen
1952–1956 Ausstellungen in Dresden, Halle (Saale), Weimar, Zeitz und Mühlhausen.
1956–1957 „Kunst der Kamera“ – Eine Fotoausstellung mit über 130 Aufnahmen von Heinz Föppel. Ausstellung in Greifswald, Rostock, Stralsund, Sassnitz, Schwerin, Güstrow, Wismar, Magdeburg, Leipzig und Altenburg.
1985 „‚Frühe Bilder‘. Eine Ausstellung zur Geschichte der Fotografie“ in Leipzig.

## Publikationen
- Heinz Föppel: Meine Bilder vom Darß. Petermänken-Verlag. Schwerin: 1954. OCLC 470106937
- Sigrid Hinz: Kunst der Kamera – Eine Fotoausstellung mit über 130 Aufnahmen von Heinz Föppel. Katalog zur Ausstellung 1956/57.
- Heinz Föppel (Fotos) / Annemarie Koffler (Text): Heimat am Meer. Tagebuch eines Sommers. Petermänken-Verlag. Schwerin: 1959.
- Fritz Meyer-Scharffenberg: Mecklenburg. Mosaik einer Landschaft. Text: Fritz Meyer-Scharffenberg. Fotos: Heinz Föppel. Petermänken-Verlag. Schwerin: 1965. OCLC 251077058
- Heinz Föppel: Junge Liebe. Nachwort: Helmut Burkhardt. Fotokinoverlag. Halle/Saale: 1960. OCLC 699633652
- Ernst Ludwig Bock, Heinz Föppel: Zeitz. Geschichte und Gesicht einer Stadt. Leipzig 1967. OCLC 43723929
- Heinz Stingl: Bali. Aus dem Museum für Völkerkunde in Leipzig. 32 s/w Bildtafeln von Professor Heinz Föppel und Horst Thorau. Prisma-Verlag – Die Schatzkammer. Band 24. Leipzig: 1969.
- Erlebnis, Bild, Persönlichkeit. Fünf Fotografen, fünf Sichten (Evelyn Richter, Helga Wallmüller, Arno Fischer, Walter Danz, Eberhard Klöppel). Berthold Beiler (Hrsg.) und Heinz Föppel (ed.). Fotokinoverlag. Leipzig: 1973. OCLC 5198733